# Tachyglossidae
I Tachiglossidi (Tachyglossidae Gill, 1872; comunemente chiamati echidne o formichieri spinosi) sono una famiglia di mammiferi ovipari, inclusi assieme agli Ornitorinchidi nell'ordine dei Monotremi.

## Tassonomia
La famiglia è composta da quattro generi, di cui due conosciuti soltanto allo stato fossile, e da quattro specie viventi:
- Genere Zaglossus - zaglossi o echidne dal becco lungo
  - Zaglossus bruijni - echidna dal becco lungo occidentale
  - Zaglossus attenboroughi - echidna dal becco lungo di Attenborough
  - Zaglossus bartoni - echidna dal becco lungo orientale
- Genere Tachyglossus
  - Tachyglossus aculeatus - echidna istrice o echidna dal becco corto
- † Genere Megalibgwilia
  - † Megalibgwilia ramsayi
  - † Megalibgwilia robusta
- † Genere Murrayglossus
  - † Murrayglossus hacketti - echidna gigante di Hackett

## Descrizione

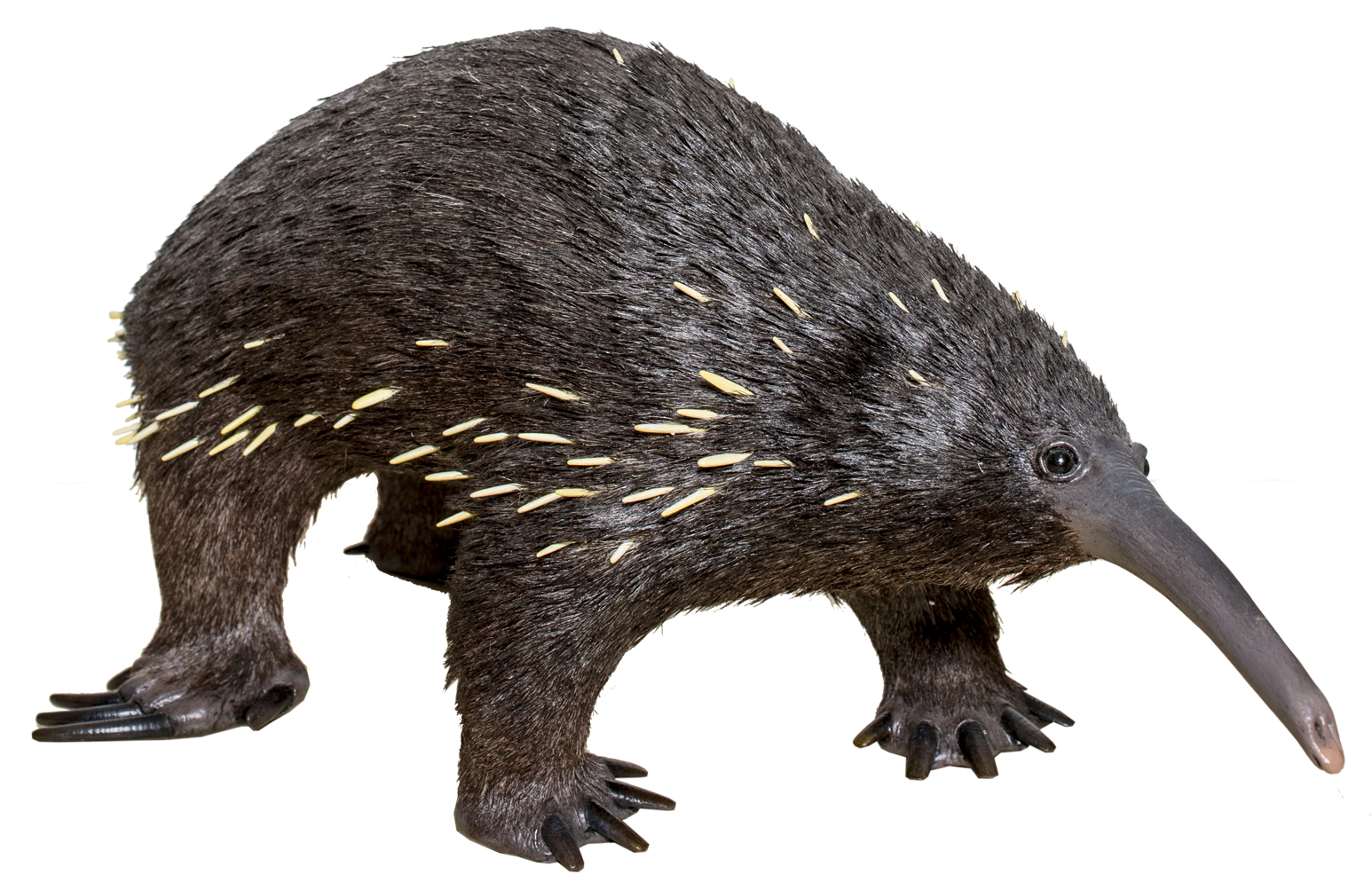
Replica di echidna dal becco lungo orientale (Zaglossus bartoni) al MUSE di Trento

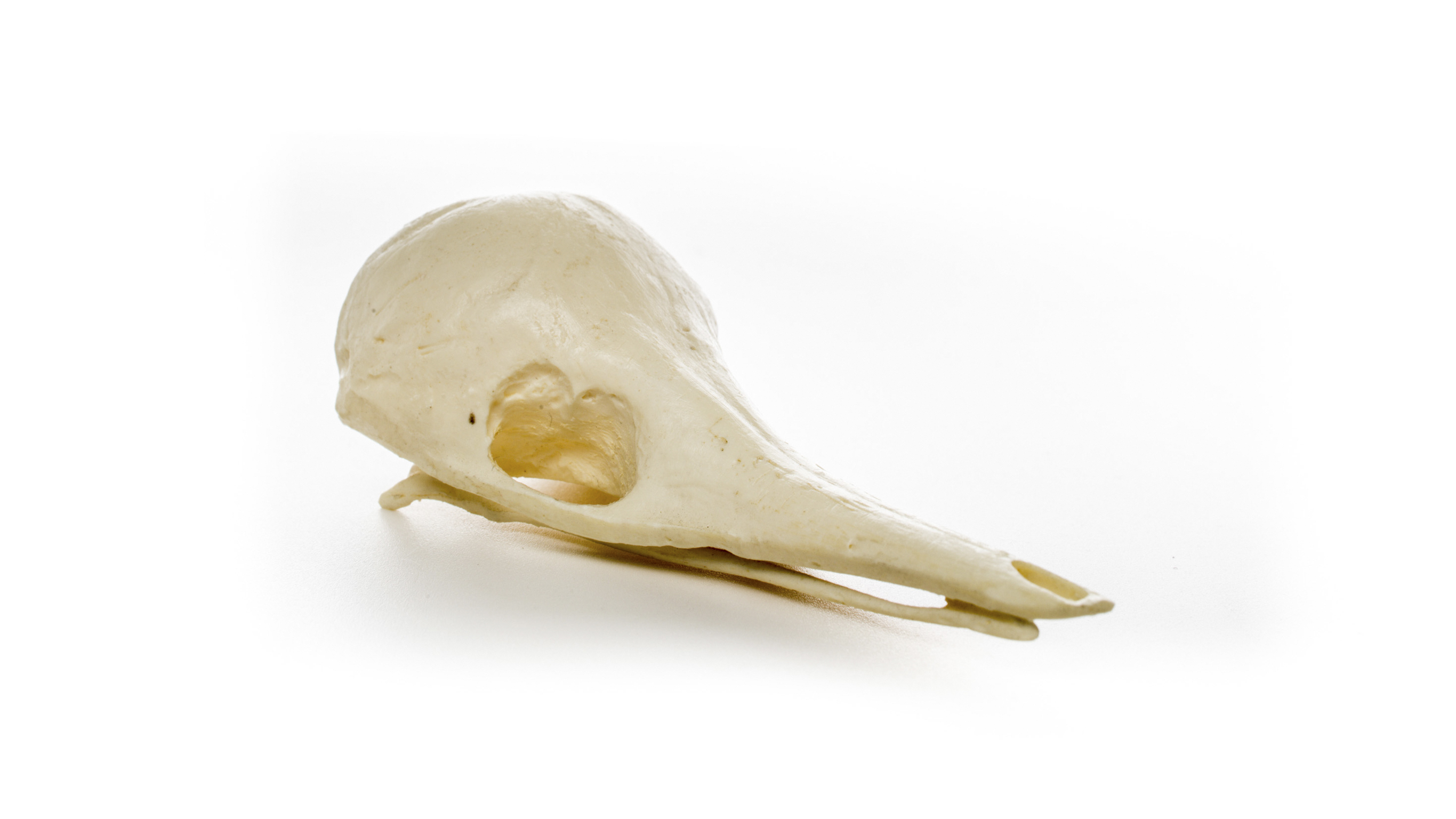
Replica di cranio di echidna dal becco corto (Tachyglossus aculeatus) MUSE di Trento

I tachiglossidi vivono essenzialmente in Nuova Guinea (genere Zaglossus), in Australia e Tasmania (genere Tachyglossus). 
Sono animali dalle caratteristiche singolari, basti dire che in inglese sono conosciuti anche come spiny anteaters, cioè formichieri spinosi. Si tratta di insettivori con il corpo ricoperto di peli e aculei sul dorso che li fanno assomigliare a un riccio. Hanno una testa molto piccola e un lungo muso, stretto e appuntito. Le zampe sono molto corte e portano potenti artigli, che conferiscono una grande abilità nello scavare. La bocca è priva di denti ma dotata di una lingua lunghissima che saetta fuori a caccia di piccoli animali: gli Zaglossus si nutrono principalmente di formiche e termiti, mentre l'altra specie, i Tachyglossus, distinguibili anche per avere il muso più corto, predilige vermi e larve di insetti. 
Le varie specie si differenziano principalmente per il colore del pelo e per la presenza di artigli e il loro numero. Inoltre i due generi differiscono per la forma del cranio e per le dimensioni, 40 - 50 cm circa per i Tachiglossi e 55 - 78 cm circa per gli Zaglossi, per un peso da adulto attorno ai 10-15 kg circa.

## Biologia
I tachiglossidi hanno una cloaca (un'apertura unica per i dotti riproduttivo, urinario e intestinale), un carattere in comune con i rettili e gli uccelli, con i quali condividono anche il fatto che il pene si trova dentro la cloaca stessa e viene estroflesso solo per la copula. Inoltre, il pene è dotato di quattro teste. Durante l'accoppiamento solo due di queste sono funzionali e si introducono nel tratto riproduttivo della femmina, che è biforcato.
Dopo 22 giorni dall'accoppiamento la femmina produce un singolo uovo lungo 1,4 - 1,7 cm che passa direttamente nel marsupio della madre.  Dopo 10 giorni nasce il piccolo che resta nel marsupio per altri 45-55 giorni e nel frattempo viene allattato. La madre non ha capezzoli né vere mammelle, ma solo delle aree in cui persistono le ghiandole mammarie. Dopo questo primo periodo cominciano a spuntare i primi aculei. Da tale momento la madre scava una tana dove depone il cucciolo che verrà nutrito circa ogni 5 giorni, fino allo svezzamento che avviene attorno ai sette mesi di età.

## Conservazione
Sebbene, soprattutto in Nuova Guinea, i tachiglossidi siano cacciati come alimento, non ci sono particolari preoccupazioni per l'echidna dal becco corto (Tachyglossus). Non è così invece per le tre specie di Zaglossus, che sono tutte catalogate dall'IUCN come critically endangered, cioè in pericolo critico di estinzione, proprio a causa della caccia a cui vengono sottoposti, oltre a un generale impoverimento degli habitat.

## Echidna nella cultura di massa
- Knuckles, l'echidna rosso della serie di videogiochi Sonic.
- Un'echidna è raffigurata su una faccia della moneta da 5 centesimi di dollaro australiano, in circolazione dal 1966.